# NGC 1207
NGC 1207 è una vasta galassia a spirale intermedia (o barrata) situata nella costellazione di Perseo, a una distanza di circa 222 milioni di anni luce dalla nostra Via Lattea.

## Scoperta
La galassia è stata scoperta il 18 ottobre 1786 dall'astronomo britannico di origine tedesca William Herschel.

## Descrizione
NGC 1207 ha una classe di luminosità II e presenta una larga riga a 21 cm dell'idrogeno neutro.
Data la sua luminosità superficiale pari a 14,11, NGC 1207 può essere classificata come una galassia a bassa luminosità superficiale (nella letteratura in lingua inglese abbreviata in LSB, acronimo di Low Surface Brightness). Le galassie LSB sono galassie di tipo diffuso (D) con una luminosità superficiale inferiore di almeno una magnitudine a quella del cielo notturno circostante.

## Gruppo di NGC 1207
NGC 1207 è la più vasta e la più brillante di un gruppo di tre galassie che porta il suo nome. Le altre due galassie del Gruppo di NGC 1207 sono NGC 1233 e UGC 2604.